# SilverFast
SilverFast ist eine Software zum Scannen und zur Bildbearbeitung, die seit 1994 von der deutschen LaserSoft Imaging AG entwickelt wird. Hauptaugenmerk liegt auf der Entwicklung einer Scannersoftware zur Digitalisierung analogen Bildmaterials wie Fotos, Dias, Dokumenten und Ähnlichem.
Daneben gibt es weitere Anwendungen zur Bildbearbeitung unter Verwendung von Digitalkameras oder Druckern und für die 48-Bit-Rohdatenbildbearbeitung.

## Geschichte
SilverFast wird seit 1994 von LaserSoft Imaging entwickelt und vertrieben. Die erste Version wurde 1995 auf der Cebit in Hannover vorgestellt. Weltweite Verbreitung fand die Software unter anderem durch die Produktebündelung mit Scannern verschiedener Hersteller. Einige der für SilverFast entwickelten Funktionen, insbesondere im Bereich des Farbmanagements, in der Fehlererkennung und der automatischen Staub- und Kratzerentfernung, wurden patentiert. 2008 erhielt die Software für die Steigerung des Dichteumfanges bei vielen Scannermodellen die Auszeichnung „Beste Farbmanagement-Software des Jahres 2008“ der European Digital Press Association. Version 8 der Scansoftware war seit August 2011 erhältlich, die HDR-Bildbearbeitungssoftware der gleichen Version seit 2012. SilverFast 9 wurde 2020 veröffentlicht.

### Patente
- 2005: Patenterteilung auf Barcode-Technologie, die für die Auto-IT8-Kalibrierung verwendet wird. (Karl-Heinz Zahorsky, EP 1594301, ausgelaufen)
- 2008: Patenterteilung auf Technologie die für SilverFast Multi-Exposure@ eingesetzt wird. (Karl-Heinz Zahorsky, EP 1744278, US 8,693,808)
- 2023: Patenterteilung auf den ExpressScan, ein Scan-Verfahren, das die Scan-Zeit für Flachbett-Scanner reduziert. (Karl-Heinz Zahorsky, EP 4109866 US 11,558,529 B2)

## Produktpalette
SilverFast wird auf das jeweilige Scannermodell individuell abgestimmt angeboten. Bei Betrieb mehrerer Scanner ist daher der Erwerb einer entsprechenden Anzahl zusätzlicher Lizenzen notwendig, bei Neuanschaffung eines Scanners werden auch Upgradetarife angeboten. Die Lizenzkosten sind vom Scanner abhängig und orientieren sich am Anschaffungspreis des Gerätes.
Überblick über die erhältlichen Produkte:
| Scanner-Software            | HDR-Software          | Archivierungs-Software          | Photoshop Plug-ins |
| --------------------------- | --------------------- | ------------------------------- | ------------------ |
| SilverFast SE               | SilverFast HDR        | SilverFast Archive Suite 1), 2) | SRDx Plug-in       |
| SilverFast SE Plus 1), 2)   | SilverFast HDR Studio |                                 |                    |
| SilverFast Ai Studio 1), 2) |                       |                                 |                    |
| SilverFast X-Ray            |                       |                                 |                    |

1) enthalten: Multi-Exposure
2) optional: ICC-Druckerkalibrierung

### Optionale Funktionen
Wie in der obigen Tabelle angegeben, sind einige Produkte mit zusätzlichen Funktionen erhältlich:
Multi-Exposure – Multi-Exposure ist eine Technik zum Kombinieren verschiedener Belichtungen beim Scannen transparenter Vorlagen wie Dias, Negativen und Filmstreifen mit erhöhtem Dynamikumfang. Dies wird erreicht, indem die Vorlage mehrmals mit unterschiedlichen Belichtungszeiten gescannt wird. So wird der Dynamikbereich vergrößert und es bleiben mehr Details in den Licht- und Schattenbereichen des Bildes erhalten. Die Mehrfachbelichtung funktioniert nicht mit Aufsicht-Vorlagen und unterscheidet sich vom „Multi-Sampling“, bei dem auch mehrere Scans durchgeführt werden, jedoch mit unveränderter Belichtung.
ICC-Druckerkalibrierung – Die SilverFast ICC-Druckerkalibrierung kalibriert den Drucker mit Hilfe eines zuvor kalibrierten Flachbett-Scanners als Messgerät für die Profilierung des Druckers.

### SilverFast Scanner-Software
SilverFast ist eine Software zum Scannen und zur Bildbearbeitung von Fotos, Dokumenten, Dias und Ähnlichem. Sie lässt sich als Standalone-Anwendung, als Photoshop-Plug-in oder als universelles TWAIN-Modul einsetzen. Es sind folgende Produktvarianten erhältlich:
- SilverFast SE (Basis-Version)
- SilverFast SE Plus (Plus-Version Multi-Exposure)
- SilverFast Ai Studio (Premium-Version)
- SilverFast X-Ray (eine spezielle SilverFast-Version für das Digitalisieren von Röntgenfilmen, geeignet für wissenschaftliche und medizinische Röntgenaufnahmen.)

Die Software erlaubt die Anpassung sehr vieler Einstellungen, wobei auch Spezialfunktionen bestimmter Scanner, wie Staub- und Kratzererkennung und -entfernung oder Stapelverarbeitung, unterstützt werden. Die oft umfangreichen Konfigurationseinstellungen können für die spätere Wiederverwendung gespeichert werden. Automatische Kontrollen und der WorkflowPilot (eine Art Schritt-für-Schritt-Hilfe, die durch den gesamten Scanvorgang führt) erleichtern die Einarbeitung.

### SilverFast HDR-Software
SilverFast HDR (High Dynamic Range) ist eine Software zur Bildbearbeitung von 48-Bit-Rohdatenbildern. Anstatt Bilder beim Scannen auf 24 Bit herunterzurechnen, ist es vielen neueren Scannern möglich, das Bild mit allen vorhandenen Informationen direkt auszugeben, d. h., es kann als 48-Bit-Rohbild gespeichert und später digital bearbeitet werden.
- SilverFast HDR[4] (Plus-Version)
- SilverFast HDR Studio (Premium-Version)

SilverFast HDR besitzt die Funktionalitäten der Scansoftware SilverFast für 48-Bit-Rohdaten, wie beispielsweise die Bestimmung der Ausgabegröße, Bildautomatik, Histogramm, Gradationskurven, selektive Farbkorrektur, Unschärfemaskierung, Farbseparierung, CMYK-Preview u. a. SilverFast HDR kann als natives Plugin zu Adobe Photoshop, als universelles TWAIN-Modul oder als SilverFast-Standalone-Anwendung genutzt werden.
Die HDR-Studio-Version bietet weitere Features, wie u. a. die automatische Kontrastoptimierung AACO, JPEG 2000, Kamera-Rohdaten-Konvertierung, Unscharfmaskierung USMPlus, PrinTao, sowie ein Stempelwerkzeug.

#### HDRi (64-Bit-Rohdatenformat mit Infrarot-Kanal)
Ab Version 6.6.1 unterstützt jede SilverFast HDR-Version das Rohdaten-Dateiformat HDRi. Diese 64-Bit-HDRi-Farb-Dateien, bzw. 32-Bit-HDRi-Graustufen-Dateien enthalten neben den 48-Bit-Farb-Rohdaten, bzw. 16-Bit-Graustufenrohdaten zusätzlich 16-Bit-Infrarot-Rohdaten, die von speziellen Scannern als vierter Kanal erfasst werden können. Das HDRi-Format enthält damit sämtliche lesbaren Bild-Informationen als Rohdaten und erlaubt deren Weiterverwendung zu einem späteren Zeitpunkt. Ein Haupteinsatzzweck dieser Informationen ist die nachträgliche Korrektur von Staub und Kratzern auf der Vorlage.

### SilverFast Archivierungs-Software
Unter der Bezeichnung „SilverFast Archive Suite“ werden die beiden Programme SilverFast Ai IT8 Studio und SilverFast HDR Studio mit einem integrierten Farbmanagementsystem gebündelt angeboten. Das Produktepaket eignet sich vorwiegend für die Archivierung von Dias, Negativen und Auflichtvorlagen, mit der Möglichkeit zur nachträglichen Bearbeitung der Bilder nach dem Einscannen.
- SilverFast Archive Suite – bestehend aus SilverFast Ai Studio und SilverFast HDR Studio (Premium-Version)

### PrinTao 8
PrintTao 8 wurde eingestellt. PrintTao 8 war eine Drucklösung für Großformatdrucker von Canon und Epson. PrinTao konnte als eigenständige Anwendung oder als Plug-In für Adobe Photoshop und Adobe Photoshop Lightroom verwendet werden.
PrinTao 8 übernahm das Farbmanagement und alle Druckertreibereinstellungen. Es enthielt verschiedene Druckvorlagen wie Paket-Vorlagen für Porträtfotografen oder Gallery Wrap-Vorlagen zum Drucken auf Leinwand.

### SRDx Photoshop Plug-in
SRDx (Smart Removal of Defects) ist ein Plug-in für Adobe Photoshop, mit dem Fehler wie Staubpartikel, Flecken, kleine Kratzer und Fingerabdrücke von digitalen Bildern entfernt werden können.
Die meisten Werkzeuge zum Entfernen von Staub und Kratzern verwenden Weichzeichner, die die Bildqualität beeinträchtigen. SRDx funktioniert ohne solche Weichzeichner. SRDx verwendet eine einstellbare Automatik-Erkennung von Staub und Kratzern, die manuell mit Hilfe eines Defekt-Markers und eines Radiergummi-Werkzeugs feinabgestimmt werden kann.

### SilverFast DC
SilverFast DC wurde eingestellt. SilverFast DC war eine eigenständige Software-Lösung für die Verarbeitung von Digitalkamera-Bildern. Es enthielt Funktionen zum Lesen der Bilddaten von der Kamera, zum Verarbeiten, Optimieren und Archivieren der Bilder auf dem Computer sowie zum Drucken der bearbeiteten Bilder.

## IT8-Kalibrierung und Farbmanagement

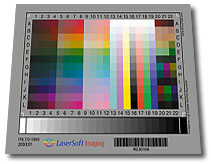
Mit SilverFast ausgeliefertes IT8.7/1 Target

Scanner-Kalibrierung: SilverFast ist mit einem Farbmanagement-System ausgestattet, das eine weitgehend automatisierte IT8-Farbkalibrierung des Scanners mittels vom Hersteller LaserSoft Imaging gelieferter IT8-Targets ermöglicht.
- nach ISO-Standard 12641-1 (von 1993): herkömmlicher Standard
- nach ISO-Standard 12641-2 (von 2020): neuer Standard für eine genauere IT8-Kalibrierung mit etwa der 3-fachen Anzahl an Messfeldern. LaserSoft Imaging hat mit an der Erstellung dieses Standards gearbeitet.[5]

Drucker-Kalibrierung: SilverFast ermöglicht ebenfalls die Kalibrierung des Druckers, indem eine Farbtafel mit diesem gedruckt und auf einem bereits kalibrierten Scanner wiederum eingelesen und zur Erstellung eines ICC-Profils genutzt wird.

## SilverFast für Heidelberg-Trommelscanner
„SilverFast Ai Studio“ für die Trommelscanner der Heidelberger Druckmaschinen AG (Linotype - Hell) ist eine Lösung, um diese meist im Bereich der professionellen Druckvorstufe eingesetzten Scanner (Chromagraph 3300/3400, Tango/XL, Topaz, Nexscan, und Primescan) auch unter neueren Betriebssystemen zu verwenden. Unterstützt werden die Betriebssysteme Microsoft Windows 2000, XP, Vista und 7 sowie Mac OS X 10.3-10.5.